# Martella utingae
Martella utingae är en spindelart som först beskrevs av Galiano 1967.  Martella utingae ingår i släktet Martella och familjen hoppspindlar. Inga underarter finns listade i Catalogue of Life.